# Martes flavigula hainana
Martes flavigula hainana es una subespecie de  mamíferos carnívoros de la familia Mustelidae,  subfamilia Mustelinae.

## Distribución geográfica
Se encuentra en Asia.